# 조선대풍국제투자그룹
조선대풍국제투자그룹은 조선민주주의인민공화국 국방위원회의 주도 하에 설립한 기업으로서, 평양에 본부를 두고 있다. 조선민주주의인민공화국의 대외투자를 담당한다. 김양건 통일전선부장이 대풍그룹 이사장으로 재직중이며, 중화인민공화국 국적 조선족 박철수가 이 그룹의 부이사 및 총재를 맡고 있다. 2010년 현재 7명의 이사진, 4명의 총재단, 5개의 위원회, 4개의 실무부서를 두고 있다. 7명의 이사진 중 김정일 국방위원장의 통치자금 관리를 맡고 있는 전일춘, 원동연, 로두철이 있다.

## 관련 사건
대풍그룹은 2010년 초반 `100억달러 외자 유치설' 등을 흘려 주목을 받았다. 또한 박철수는 2010년 5월 홍콩의 투자단 10여명을 이끌고 개성공단을 방문하였다. 천안함 침몰 사건과 관련해 미국이 대북 금융제재를 준비하고 있는 가운데, 홍콩정부는 2010년 7월 23일 북한기업의 위법행위를 발견해서 이를 사법당국에 넘겼다고 밝혔다. 정부는 해당 기업 중 대풍그룹이 포함했는지에 대한 여부를 확인해 주지 않았지만, 홍콩사회에서는 대풍그룹이 정부의 주요 조치 대상 기업이라는 의견이 있다.
대풍그릅과 관련하여 박철수는 북한과 싱가포르 양자 회담을 중계한 의혹이 있다.

## 홍콩의 대풍그룹
대풍그룹은 홍콩섬 퀸즈데이가 89번지에 홍콩 지사를 두고 있음을 홍콩정부에 신고하였다. 하지만, 해당 사무실에는 해당 주소에는 대풍그룹이 아닌 홍콩 현지 법률사무소가 들어와 있으며, 대풍그룹 관련 인원은 아무도 출근하지 않는다. 홍콩 당국이 대풍그룹의 홍콩 지사를 조사하고 있다.